# Plan Nacional de Ortofotografía Aérea

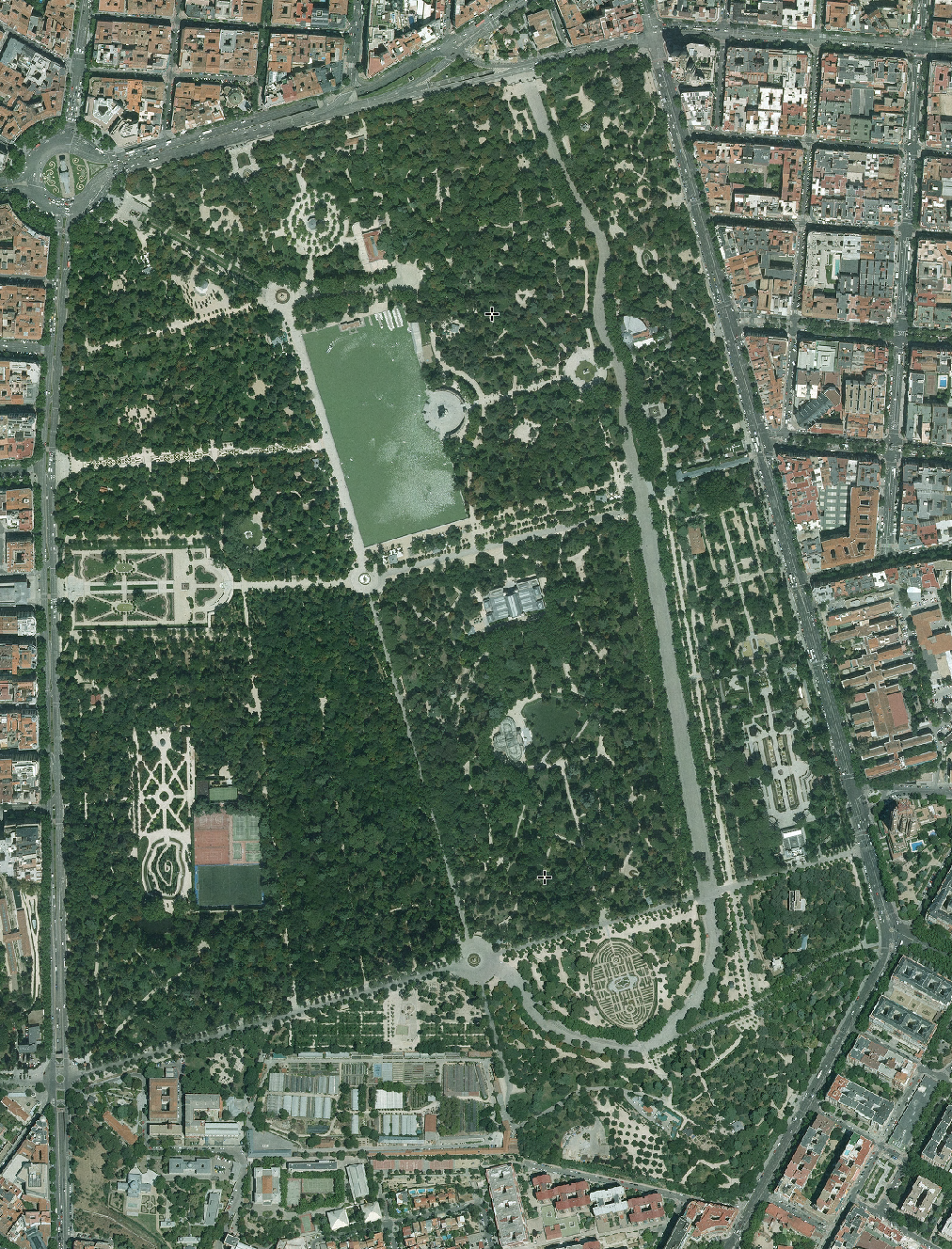
Ortofoto del parque del Retiro en 2014, del PNOA, cedido por © Instituto Geográfico Nacional.

El Plan Nacional de Ortofotografía Aérea (PNOA) es un proyecto cofinanciado y cooperativo entre la Administración General del Estado (AGE) de España y las comunidades autónomas que se enmarca dentro del Plan Nacional de Observación del Territorio (PNOT), siendo coordinado por el Instituto Geográfico Nacional (IGN) y el Centro Nacional de Información Geográfica (CNIG).
Tiene como objetivo la obtención de productos fotogramétricos comunes para todo el territorio nacional, con especificaciones técnicas consensuadas entre todas las administraciones implicadas y cuyo resultado es el proceso y obtención de ortofotografías digitales, incluyendo: el vuelo fotogramétrico, apoyo de campo, aerotriangulación y el modelo digital de elevaciones.
Desde el año 2004, el Plan Nacional de Ortofotografía Aérea proporciona imágenes aéreas, ortofotos y modelos digitales de elevaciones de todo el territorio, con una periodicidad de dos años. El proyecto se encuentra en continua evolución, adaptándose a las necesidades de los usuarios y al desarrollo de nuevas tecnologías.
En 2009, se planteó la necesidad, por parte de una serie de usuarios, de la obtención de modelos digitales de alta precisión, obtenidos por tecnología LIDAR, para la realización de cartografía de áreas de inundación, proyectos de carreteras e inventarios forestales.